# Otto von Gerlach

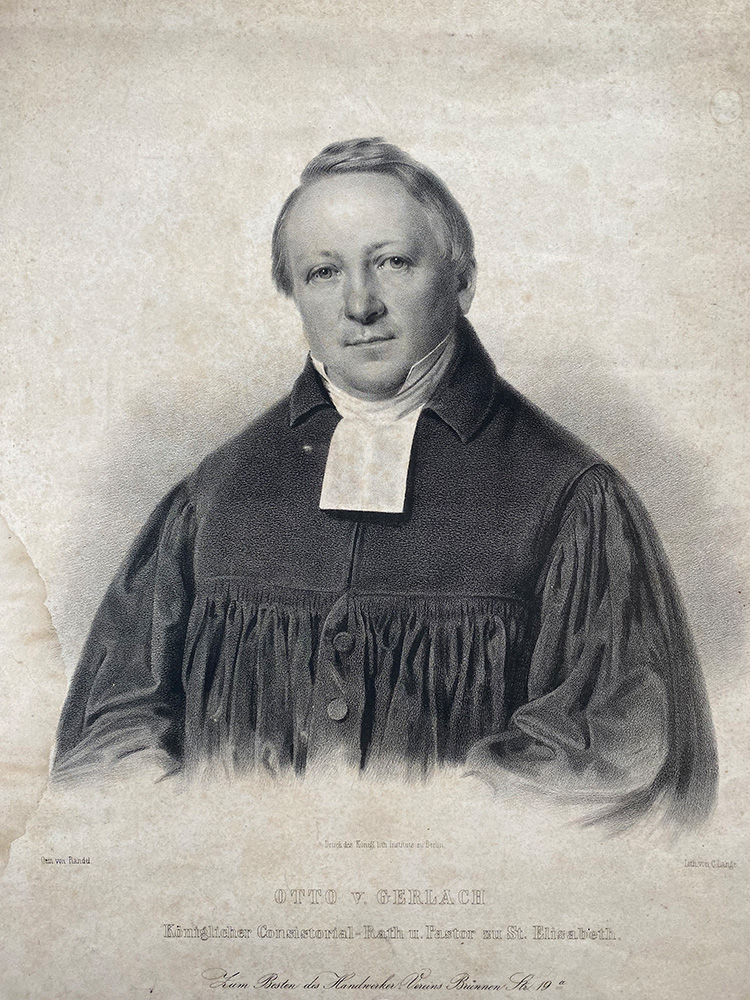
Otto von Gerlach als Pfarrer

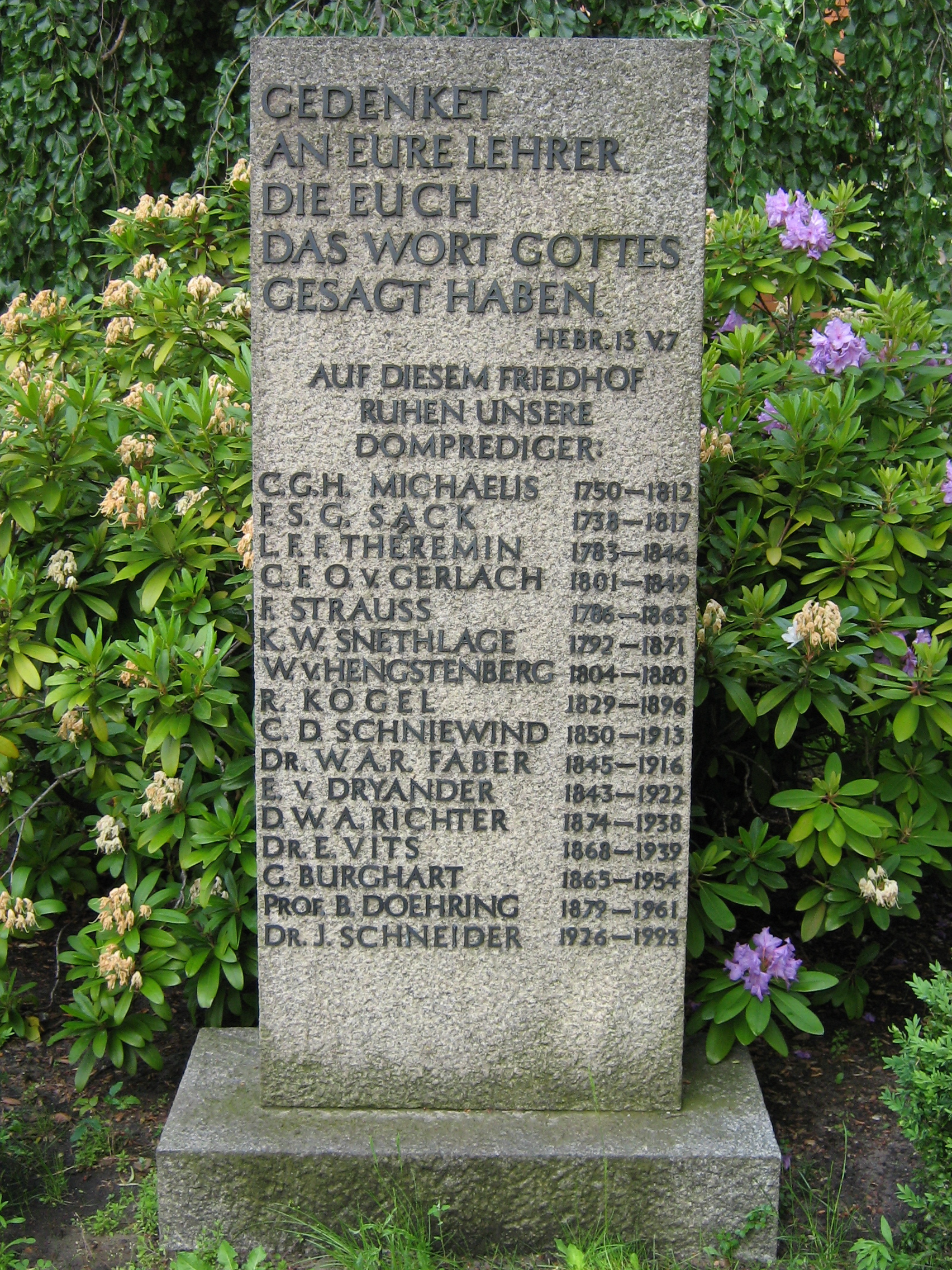
Gedenkstein auf dem Berliner Domfriedhof II

Karl Friedrich Otto von Gerlach (* 12. April 1801 in Berlin; † 24. Oktober 1849 ebenda) war ein evangelischer deutscher Theologe und Pfarrer.

## Leben
Otto von Gerlach war jüngstes von fünf Kindern von Carl Friedrich Leopold von Gerlach (1757–1813), erstem Oberbürgermeister von Berlin, und Agnes von Raumer (1795–1877), Bruder von Wilhelm von Gerlach, Ernst Ludwig von Gerlach und Leopold von Gerlach.
Gerlach war Schüler des Friedrichwerderschen Gymnasiums und studierte nach dem frühen Verlust seines Vaters zunächst Jura, dann Evangelische Theologie in Berlin, Heidelberg und Göttingen. Er stand auch unter dem Einfluss der pietistischen Erweckungsbewegung und gehörte u. a. zur „christlich-deutschen Tischgesellschaft“ Adolf von Thadden-Trieglaffs. So prägten ihn theologisch-geistlich nicht unbedingt seine persönlichen Lehrer an der Universität, sondern vor allem Luther, Zinzendorf, Bengel und Wesley. Führend beteiligt war er 1824 an der Gründung der Gesellschaft zur Förderung der Evangelischen Missionen unter den Heiden.
1828 promovierte und habilitierte sich Gerlach und hielt Vorlesungen an der Berliner Universität. 1833 trat er eine Pfarrstelle an, in der Gemeinde der erst 1835 fertiggestellten St.- Elisabeth-Kirche in der Invalidenstraße in Berlin. Diese lag in einem im Zuge der Industrialisierung neu entstehenden Arbeiterviertel, dem sogenannten „Vogtland“ (auch „Voigtland“). Gerlach war von der Notwendigkeit neuer Formen der Hinwendung zu verelendeten Menschen überzeugt. Er schuf die Grundlagen moderner Sozialarbeit, z. B. mit einem Beschäftigungsverein für arbeitslose Handwerker, vor allem Weber. Er setzte den Bau des Elisabeth-Krankenhauses durch und wurde 1842 von König Friedrich Wilhelm IV. in die Gründungskommission für das Modellkrankenhaus Bethanien berufen. 1841 hatte der König ihn bereits zum Studium der kirchlichen Zustände in den wachsenden Industriequartieren nach England geschickt. 1847 wurde Gerlach vom König zum 4. Hof- und Domprediger berufen. 1848 wurde er zum Konsistorialrat im Konsistorium der Provinz Brandenburg ernannt, 1849 zum Honorarprofessor an der Berliner Universität.
Er heiratete am 23. Juni 1835 Pauline von Blankenburg (1804–1887), mit der er zehn Kinder hatte, von denen sechs noch zu seinen Lebzeiten starben. 1844 wurde er wegen der Misshandlung eines Dienstmädchens mit Todesfolge zu einjähriger Festungshaft verurteilt. Er trat die Strafe jedoch nie an, sondern ging mit seiner Familie auf Reisen.

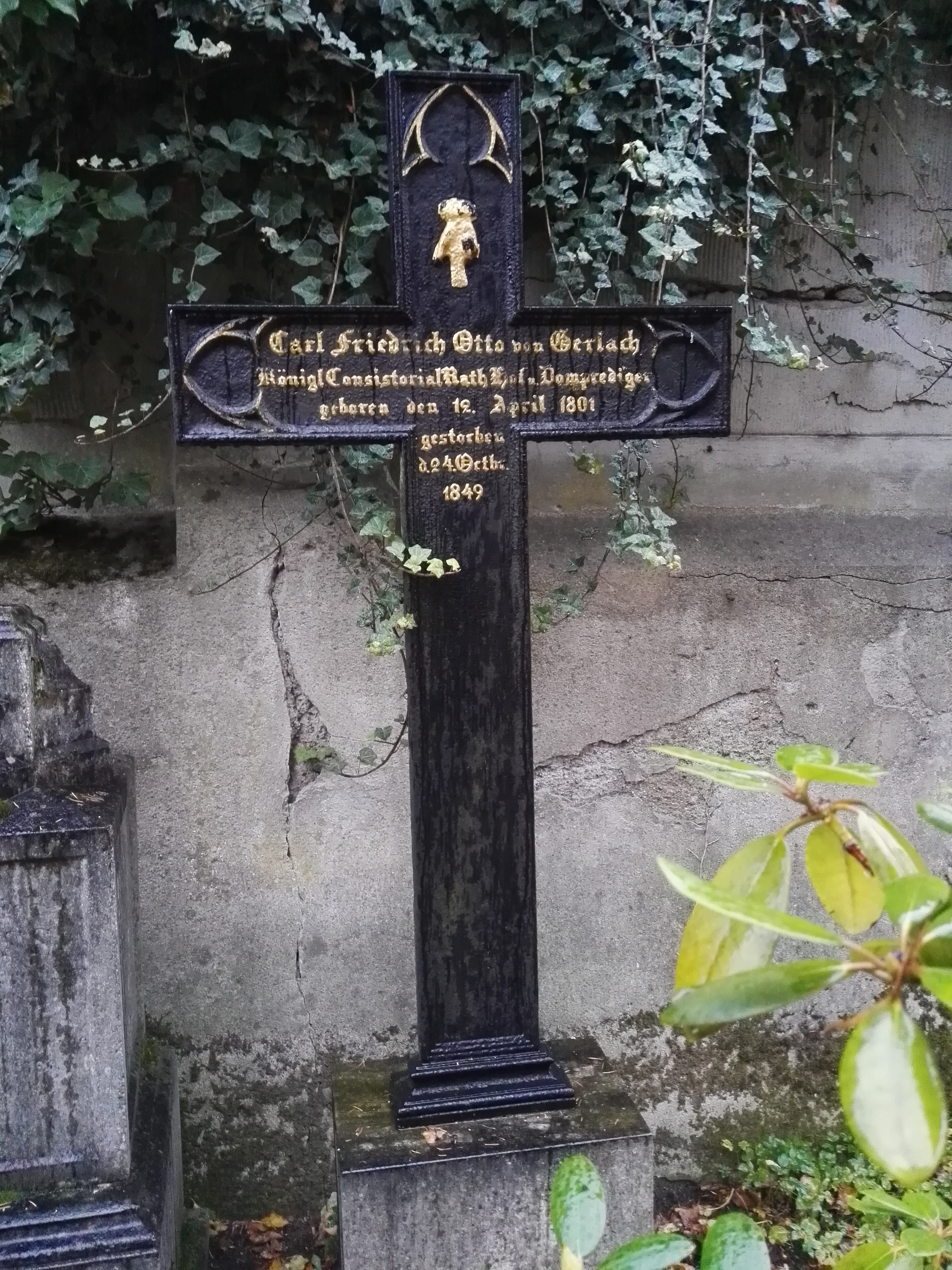
Grabstätte

Während seines Einsatzes in den Arbeiterslums erkrankte er mehrfach schwer, u. a. an Pocken und Gehirnentzündung. Seine Gesundheit wurde auf Dauer geschwächt. Nach mehreren Schlaganfällen starb er im Alter von 48 Jahren. Er ist auf dem Dom-Friedhof II (rechte Mauer 1 – 69 – 77) in Berlin-Mitte bestattet.
Ein Teil des Nachlasses Otto von Gerlachs befindet sich heute im Gerlach-Archiv an der Universität Erlangen-Nürnberg.

## Werk
Otto von Gerlach veröffentlichte einige theologische Schriften, u. a. über das kirchliche Eherecht. 1835–1839 gab er eine mehrbändige kommentierte Ausgabe der Lutherbibel heraus (Die Heilige Schrift nach Dr. Martin Luthers Uebersetzung mit Einleitungen und erklärenden Anmerkungen), die mehrfach nachgedruckt wurde. Ferner übersetzte er theologische Werke von John Wesley, Richard Baxter und Thomas Chalmers aus dem Englischen. Für die Evangelische Kirchenzeitung schrieb er zahlreiche Artikel und Rezensionen.

## Weitere Schriften
- Über den religiösen Zustand der anglicanischen Kirche in ihren verschiedenen Gliederungen, 1845.
- Die kirchliche Armenpflege nach Dr. Chalmers, 1847.
- Auswahl von Luthers Werken, 8 Bde., 1848.
- Predigten über herkömmliche Perikopen und freie Texte, gehalten in der St. Elisabethkirche im J. 1835–40, 1850.